# شون غاريت
شون غاريت (بالإنجليزية: Sean Garrett)‏ هو منتج أسطوانات وكاتب أغاني وموسيقي ومغن مؤلف ومغني أمريكي، ولد في 30 مارس 1979 في أتلانتا في الولايات المتحدة.

## وصلات خارجية
- الموقع الرسمي
- شون غاريت على موقع ميوزك برينز (الإنجليزية)
- شون غاريت على موقع أول ميوزيك (الإنجليزية)
- شون غاريت على موقع ديسكوغز (الإنجليزية)